# 아리차
아리차(이탈리아어: Ariccia)는 이탈리아 라치오주 로마현에 위치한 코무네다.
아리차는 디아나 여신과 히폴리투스 남신과 관련하여 고대 로마와 로마 이전의 전설과 종교속에서 가장 중요한 지역이었다. 전설속에서는 그리스 영웅 오레스테스가 잠시 묻힌곳으로도 알려져 있다(세르비우스, 아이네이스 ii. 116.

## 자매 도시
- 프랑스 쿠농도베르뉴
- 독일 리히텐펠스
- 영국 프레스트윅